# Playa Zacharo
Playa Zacharo (en griego: Παραλία Ζαχάρως) es el nombre de una playa que se encuentra en las proximidades de Zacharo, en el sudoeste de Grecia. Está situada en la costa del Mar Jónico, en la zona del Golfo de Kyparissia. La playa cuenta con un terreno blando y arenoso, y es una de las más alargadas en Grecia. Ha sido distinguida con la clasificación Bandera Azul por la calidad del agua y la gestión ambiental.